# 武藤啓
武藤 啓（むとう ひろむ、12月22日 - ）は、日本の漫画家。愛知県出身。女性。
高校卒業後、力試しのつもりでHMCに応募。5回連続で投稿した後、トップ賞を受賞。
『花とゆめ』など、主に白泉社系の雑誌で活動する。代表作は『ネバギバ!』。

## 作品リスト
白泉社・花とゆめコミックス収録
- 愛は地球を救う（全5巻、1996年 - 1999年刊）
- 愛っていうのはね（全1巻、1997年刊）
- やっちまったらごめんなさい!（全1巻、1998年刊）
- スペシャルでいこう（全1巻、1999年刊）
- ネバギバ!（全13巻、1999年 - 2003年刊）
- ゼロカウント（全2巻、2003年 - 2004年刊）
- ギュッてね?（全1巻、2005年刊）
- オープンセサミ（全1巻、2006年刊）

秋田書店・プリンセスコミックス収録
- Oh! myプリンス（全3巻、2008年 - 2009年刊）
- っていうか恋じゃね?（全10巻、2010年 - 2014年刊）
- 恋愛ジャック〜エゴイスティックに恋をするイキモノ〜（『プチプリンセス』2017年Vol.9 - 2019年Vol.24[1]、全3巻）
- この指先に世界のすべて（『プチプリンセス』2019年Vol.32 - 2021年Vol.47、全3巻）
- 陰キャな私に跪け（『プチプリンセス』2021年Vol.53[2] - 2023年Vol.70[3]）
- 萌えたいさかりの灯さん（『プチプリンセス』2024年vol.85 - 連載中）